# Helen O'Connell
Helen O'Connell (23 de mayo de 1920 – 9 de septiembre de 1993) fue una cantante, actriz y bailarina estadounidense. 

## Biografía
Nacida en Lima, Ohio, O'Connell entró a formar parte de la banda de Jimmy Dorsey en 1939 y consiguió sus mejores ventas en los inicios de la década de 1940 con temas como Green Eyes (Aquellos Ojos Verdes), Amapola, Tangerine y Yours (Quiéreme Mucho). En estos temas de influencia latina, Bob Eberly interpretaba suavemente la canción, y O'Connell la retomaba con un arreglo mucho más vivaz.
O'Connell fue seleccionada por los lectores de Down Beat como la mejor cantante en 1940 y 1941, y ganó la votación que la revista Metronome hizo en 1940 para elegir a la mejor vocalista. 
O'Connell se retiró del mundo del espectáculo tras su primer matrimonio en 1943. Cuando se divorció en 1951, retomó su carrera, consiguiendo algunos éxitos en las listas y haciendo actuaciones de carácter regular en la televisión. Fue una de las primeras "chicas" del programa de la NBC The Today Show, llegando a tener su propio show en la NBC, Here's Hollywood, en el que entrevistaba a celebridades, habitualmente en sus propias casas. 
O'Connell presentó junto a Bob Barker los certámenes para la elección de Miss USA y Miss Universo entre 1972 y 1980, siendo nominada a un Premio Emmy en 1976 por su cobertura del evento de Miss Universo.
A lo largo de su carrera O'Connell cantó duetos con Bing Crosby, Johnny Mercer, y Dean Martin. La grabación que hizo en 1942 del tema "Aquarela do Brasil" con la Orquesta de Jimmy Dorsey recibió en 2009 el premio Grammy Hall of Fame.
O'Connell se casó en cuatro ocasiones y tuvo cuatro hijos. En su último matrimonio se casó con el arreglista, director y compositor Frank De Vol, con quien estaba casada cuando ella falleció en San Diego (California) en 1993 a causa de un cáncer de hígado. Fue enterrada en el Cementerio de Holy Cross, en Culver City, California. 